# Eskill
Eskill (* wahrscheinlich vor 1372 in Gudbrandsdalen; † 11. März 1428 in Nidaros) war von 1402 bis 1428 Erzbischof von Nidaros.
Eskill wird 1395 erstmals als Kanoniker in Nidaros erwähnt. Nach dem Tode Erzbischof Vinalds wählte das Domkapitel am 20. Dezember 1402 Eskill zum Erzbischof. Dass er aus Gudbrandsdalen stammte, wird dahingehend gedeutet, dass das Domkapitel der Besetzungspolitik von Margarethe I., die die höchsten Ämter ohne Rücksicht auf ihre Volkszugehörigkeit in ihrem Herrschaftsgebiet einzusetzen pflegte, entgegentreten wollte. Gleichwohl scheint ihn Margarethe unterstützt zu haben.
Diese Wahl kam ihn teuer zu stehen. Die päpstliche Bestätigung kostete ihn 800 Goldflorin an den Papst und 100 Goldflorin an die Kardinäle. Dazu musste er sich verpflichten, die noch ausstehenden Abgaben seiner Vorgänger in Höhe von 1.240 Goldflorin noch zu bezahlen. 400 bezahlte er sofort über die Bank Pagani in Perugia, den Rest im Laufe der nächsten zwei Jahre. Möglicherweise hat die Regentin Margarethe ihm das Geld geliehen; denn bei seinem Tod hatte er bei der Krone Schulden.
Eskill begann sein Amt unter dem abendländischen Schisma zwischen Rom und Avignon, das von 1378 bis 1417 dauerte. Er stand auf Seiten des römischen Papstes. 1406 wurde er päpstlicher Generalkollektor in seiner Kirchenprovinz. In diesem Jahr weihte er Andrés zum letzten Bischof für Grönland, von dem man aber nicht mehr weiß, ob er dort überhaupt angekommen ist. Nach dem Konzil von Pisa schloss er sich dem dort gewählten Papst Alexander V. an. 1411 wurde er dessen apostolischer Nuntius. Er wurde 1414 auch zum Konzil von Konstanz eingeladen, aber es ist unbekannt, ob dort überhaupt ein norwegischer Vertreter anwesend war. Aber er suchte nun jedes dritte Jahr den Papst auf. Außerdem visitierte er seine Kirchenprovinz regelmäßig.
Es kam des Öfteren zu Konflikten mit dem Domkapitel über die Verteilung der Einkünfte und die Patronatsrechte. Der größte Streit entbrannte um die Kirche von Trondenes. Er hatte, als er noch Chorherr war, diese Kirche als Pfründe gehabt. Es war die größte Pfründe im Bistum. Diese Einnahme wollte er nach dem Wechsel ins Bischofsamt nicht aufgeben, obgleich die Pfarrstelle formell ledig geworden war. Der Papst besetzte die Stelle 1406 mit dem Kuriensekretär Johannes Borzow. Doch dieser konnte sich gegen den Erzbischof nicht durchsetzen. Er wandte sich an den Papst, was wahrscheinlich zu einem Vergleich führte; denn Borzow war später Beauftragter Eskills beim Papst. 1420 gestattete der Papst dem Erzbischof, die Pfarrkirche von Trondenes und das Hospital von Idavollen in Nidaros zusammenzulegen und dem Dekanat im Domkapitel zuzuschlagen.
Eskill sorgte zielstrebig für die Festigung der wirtschaftlichen Grundlagen des Erzbischofssitzes, die um 1400 gesichert waren. Fischerei und der Handel mit Fisch war die Haupteinnahmequelle. Das zeigt auch die Verpfändung von Krongut auf Bjarkøy auf Senja durch den Ladejarl Håkon Sigurdsson an Eskill für 14 Lasten Kabeljau im Jahre 1406.